# مراح کفر صغاب
مراح کفر صغاب (به عربی: مراح کفر صغاب) یک منطقهٔ مسکونی در لبنان است که در شهرستان زغرتا واقع شده‌است. مراح کفر صغاب ۲۸۰ متر بالاتر از سطح دریا واقع شده‌است.